# Récif Green Flats
Le récif Green Flats ou Green Flats Reef, est un récif des îles Pelham situé entre City Island et Rat Islands.

## Description
Le récif est composé principalement de petites roches alluviales de la période glaciaire de formes rondes et d'un certain nombre de blocs erratiques en granite. Il est recouvert de mousse verte et de varech. Complètement immergé à marée haute mais visible à marée basse, il est un danger pour la navigation.
Des mouettes viennent y récolter des moules dans les bas-fonds et volent au-dessus du récif. Des Grands Hérons bleus peuvent aussi y être aperçus. 